# 基督教社会党 (瑞士)
中左基社党（德語：Mitte Links CSP），瑞士政党，立场倾向社会民主主义和基督教社会主义。该党成立于1997年6月，当时取名为基督教社会党（Christlich-soziale Partei；），简称基社党（CSP；PCS）；2013年，改名为“中左基社党”，但仍通用原名“基督教社会党”。党员1500人，主要分佈在瓦萊州、弗里堡州、上瓦爾登州和汝拉州，总部位于弗里堡州溫訥維爾-弗拉馬特。